# Dorit Kuhnt
Dorit Kuhnt (* 21. Juli 1958) ist eine deutsche politische Beamtin. Sie war von 2019 bis 2022 Staatssekretärin im Ministerium für Energiewende, Landwirtschaft, Umwelt, Natur und Digitalisierung des Landes Schleswig-Holstein im Kabinett Günther I.

## Leben
Dorit Kuhnt studierte Geographie an der Christian-Albrechts-Universität zu Kiel. Im Jahr 1987 promovierte sie über das Verhalten von Pflanzenschutzmitteln im Boden. Nach einem Lehrauftrag an der Universität 1987/88 war sie ab 1988 Dezernentin für Bodenchemie am Geologischen Landesamt Schleswig-Holstein. Im Jahr 1990 erfolgte eine Abordnung an das Umweltministerium des Landes Schleswig-Holstein zur Erarbeitung des Bodenschutzprogrammes. Nach mehreren Referententätigkeiten war sie seit 2014 stellvertretende Abteilungsleiterin der Abteilung Wasserwirtschaft, Meeres- und Küstenschutz.
Sie folgte im April 2019 Anke Erdmann als Staatssekretärin im Ministerium für Energiewende, Landwirtschaft, Umwelt, Natur und Digitalisierung des Landes Schleswig-Holstein. Im Zuge der Bildung des Kabinetts Günther II schied sie am 29. Juni 2022 aus diesem Amt.